# Damnica (gmina)
Damnica est une gmina rurale du powiat de Słupsk, Poméranie, dans le nord de la Pologne. Son siège est le village de Damnica, qui se situe environ 17 km à l'est de Słupsk et 90 km à l'ouest de la capitale régionale Gdańsk.
La gmina couvre une superficie de 167,81 km2 pour une population de 6 232 habitants en 2016.

## Géographie
La gmina inclut les villages de Bięcino, Bobrowniki, Budy, Dąbrówka, Damnica, Damno, Dębniczka, Domanice, Domaradz, Głodowo, Jeziorka, Karżniczka, Łebień, Łężyca, Łojewo, Mianowice, Mrówczyno, Paprzyce, Sąborze, Skibin, Stara Dąbrowa, Strzyżyno, Świecichowo, Świtały, Wiatrowo, Wielogłowy, Wiszno, Zagórzyca et Zagórzyczki.
La gmina borde les gminy de Dębnica Kaszubska, Główczyce, Potęgowo et Słupsk.